# Tasmabrochus
Genre
Tasmabrochus est un genre d'araignées aranéomorphes de la famille des Macrobunidae.

## Distribution
Les espèces de ce genre sont endémiques de Tasmanie en Australie.

## Liste des espèces
Selon World Spider Catalog (version 25.0, 09/03/2024) :
- Tasmabrochus cranstoni Davies, 2002
- Tasmabrochus montanus Davies, 2002
- Tasmabrochus turnerae Davies, 2002

## Systématique et taxinomie
Ce genre a été décrit par Davies en 2002 dans les Amphinectidae. Il est placé dans les Amaurobiidae par Wheeler et al. en 2017 puis dans les Macrobunidae par Gorneau, Crews, Cala-Riquelme, Montana, Spagna, Ballarin, Almeida-Silva et Esposito en 2023.

## Publication originale
- Davies, 2002 : « Tasmabrochus, a new spider genus from Tasmania, Australia (Araneae, Amphinectidae, Tasmarubriinae). » The Journal of Arachnology, vol. 30, p. 219-226 (texte intégral).